# Lyrical Sympathy -Live-
Lyrical Sympathy -Live- je koncertním albem skupiny Versailles -Philharmonic Quintet-, který vyšlo 1. září 2010. Jedná se o live verzi jejich dřívějšího EP alba Lyrical Sympathy. Koncertní verze, ale obsahuje navíc skladbu Sforzando, jež byla původně k sehnání pouze na albu Cross Gate 2008 -Chaotic Sorrow-.

## Seznam skladeb
| Pořadí         | Název                                           | Hudba          | Text           | Délka |
| -------------- | ----------------------------------------------- | -------------- | -------------- | ----- |
| 1.             | Intro                                           | Kamijo         |                | 1:12  |
| 2.             | The Love from a Dead Orchestra                  | Kamijo         | Kamijo         | 8:44  |
| 3.             | Shout & Bites                                   | Kamijo         | Kamijo         | 4:01  |
| 4.             | Beast of Desire                                 | Hizaki         | Kamijo         | 4:37  |
| 5.             | Forbidden Gate                                  | Hizaki         | Kamijo         | 4:41  |
| 6.             | The Red Carpet Day                              | Teru           | Kamijo         | 5:38  |
| 7.             | Sympathia                                       | Hizaki         | Kamijo         | 6:16  |
| 8.             | Sforzando -Original Version- (Studio recording) | Kamijo         | Kamijo         | 4:57  |
| Celková délka: | Celková délka:                                  | Celková délka: | Celková délka: | 40:06 |

- "Sforzando -Original Version-" není live, jedná se o verzi pocházející z alba Cross Gate 2008 -Chaotic Sorrow-.

Název skladby je tedy poněkud zavádějící, protože existuje pouze jedna jediná verze této skladby a to tato.